# Nguyễn Tiến Minh
Nguyễn Tiến Minh (Ciudad Ho Chi Minh, 12 de febrero de 1983) es un deportista vietnamita que compitió en bádminton. Ganó una medalla de bronce en el Campeonato Mundial de Bádminton de 2013, en la prueba individual.

## Palmarés internacional
| Campeonato Mundial | Campeonato Mundial | Campeonato Mundial | Campeonato Mundial |
| Año                | Lugar              | Medalla            | Prueba             |
| ------------------ | ------------------ | ------------------ | ------------------ |
| 2013               | Cantón (China)     | Medalla de bronce  | Individual         |